# 板柳郵便局
板柳郵便局（いたやなぎゆうびんきょく）は、青森県北津軽郡板柳町にある郵便局。

## 所在地
- 青森県北津軽郡板柳町大字福野田字実田98-1

## 歴史
- 1874年（明治7年）12月16日 - 板屋野木郵便局として開局。同日から郵便業務開始。当時の所在地は、板屋野木村表町97番地[1]。
- 1893年（明治26年）4月1日 - 内国為替貯金業務開始[1]。
- 1895年（明治28年）
  - 1月1日 - 外国為替業務取扱開始[1]。
  - 4月3日 - 村名改正により、板柳郵便局に改称[1]。
- 1896年（明治29年）7月1日 - 小包郵便取扱開始[1]。
- 1901年（明治34年）11月11日 - 電信事務開始。同日から板柳郵便電話局と改称[1]。
- 1903年（明治36年）4月1日 - 板柳郵便局（三等郵便局）と再改称[1]。
- 1906年（明治39年）
  - 3月1日 - 振替貯金業務開始[1]。
  - 9月13日 - 大字板柳字土井115番地に移転[1]。
- 1910年（明治43年）4月1日 - 年金恩給事務取扱開始[1]。
- 1911年（明治44年）10月11日 - 電話通信事務取扱開始[1]。
- 1913年（大正2年）4月1日 - 債権利子支払取扱開始[1]。
- 1915年（大正4年）
  - 3月1日 - 国庫金受払取扱開始[1]。
  - 6月1日 - 府県税受入取扱開始[1]。
  - 10月11日 - 大字板柳字土井130番地に移転[1]。
- 1916年（大正5年）10月1日 - 簡易生命保険業務取扱開始[1]。
- 1919年（大正8年）5月14日 - 大字板柳字土井330番1号に移転[1]。
- 1922年（大正11年）11月1日 - 電話交換業務取扱開始[1]。
- 1926年（大正15年）10月1日 - 郵便年金業務取扱開始[1]。
- 1941年（昭和16年）4月1日 - 官制改正により、特定郵便局になる[1]。
- 1966年（昭和41年）
  - 8月14日 - 電話交換業務が、新設された電電公社板柳電話局[2]に移管[1]。
  - 12月12日 - 大字福野田字増田6番1号に移転[1]。
- 1989年（平成元年）10月23日 - 小阿弥郵便局から集配業務を移管。
- 1990年（平成2年） - 大字福野田字実田98番1号（現在地）に移転[3]。
- 2007年（平成19年）10月1日 - 民営化に伴い、併設された郵便事業五所川原支店板柳集配センターに一部業務を移管。
- 2012年（平成24年）10月1日 - 日本郵便株式会社発足に伴い、郵便事業五所川原支店板柳集配センターを板柳郵便局に統合。

## 取扱内容
- 郵便、印紙、ゆうパック、チルドゆうパック、内容証明
- 貯金、為替、振替、振込、国際送金、国債
- 生命保険、バイク自賠責保険、がん保険、引受条件緩和型医療保険
- ゆうちょ銀行ATM
- 北津軽郡板柳町全域（〒038-36xx）の集配業務

## 周辺
- 板柳町役場
- JR五能線板柳駅
- 板柳温泉

## アクセス
- 板柳駅から徒歩4分
- 弘南バス「板柳駅通り」バス停下車後、徒歩約4分
- 駐車場あり：12台